# Picpus metróállomás
A Picpus egy metróállomás Franciaországban, Párizsban a párizsi metró 6-os metróvonalán. Tulajdonosa és üzemeltetője a RATP.

## Metróvonalak
Az állomást az alábbi metróvonalak érintik:
- 6-os metróvonal

## Kapcsolódó állomások
A metróállomáshoz az alábbi állomások vannak a legközelebb:
- Bel-Air (Charles de Gaulle - Étoile, 6-os metróvonal)
- Nation (Nation, 6-os metróvonal)